# Raczkowo (Białoruś)
Raczkowo (biał. Рачкава, ros. Рачково) – wieś na Białorusi, w obwodzie mińskim, w rejonie mołodeckim, w sielsowiecie Połoczany.

## Historia
W czasach zaborów wieś i folwark w gminie Połoczany, w powiecie oszmiańskim, w guberni wileńskiej Imperium Rosyjskiego.
W latach 1921–1945 wieś i folwark leżały w Polsce, w województwie wileńskim, w powiecie wołożyńskim, a od 1927 w powiecie mołodeckim, w gminie Połoczany.
W 1931 zamieszkiwało:
- wieś w 23 domach zamieszkiwało 113 osób[5].
- folwark w 5 domach zamieszkiwały 62 osoby[5].

Wierni należeli do parafii rzymskokatolickiej i prawosławnej w Horodziłowie. Miejscowość podlegała pod Sąd Grodzki w Mołodecznie i Okręgowy w Wilnie; właściwy urząd pocztowy mieścił się w Połoczanach.